# Thomas Barsøe
Thomas Barsøe (født 24 marts 1976) er en dansk popsanger. Han deltog i Dansk Melodi Grand Prix 2010. Han stammer fra Stubbekøbing på Falster.